# Kaspar Joseph von Clotz
Kaspar Joseph von Clotz (getauft 21. November 1762 in Aachen; † 19. August 1818 ebenda) war Schöffe und Bürgermeister der Reichsstadt Aachen.

## Leben
Von Clotz wurde am 21. November 1762 in Aachen auf den Namen Bartholdus Kaspar Maria Joseph getauft. Seine Eltern waren der Schöffe Matthias Joseph von Clotz (1722–1780) und dessen Frau Johanna Maria Therese von Collenbach (1737–1780).
1785 ist Kaspar Joseph von Clotz das erste Mal urkundlich als Schöffe bezeugt. Im selben Jahr trat er der Sternzunft bei, der Standesvertretung der Aachener Schöffen. Bei der Bürgermeisterwahl 1789 standen sich infolge der Aachener Mäkelei die Alte und Neue Partei gegenüber. Nachdem mit Johann Michael Kreitz ein Anhänger der Alten Partei als Bürgermeister aus den Zünften (Bürgerbürgermeister) gewählt worden war, wählte man als Ausgleich von Clotz als Anhänger der Neuen Partei zum Schöffenbürgermeister. In den anschließenden Jahren fanden keine Bürgermeisterwahlen mehr statt. Die Franzosen hatten die reichsstädtische Verfassung Aachens zunächst 1792/93 und dann wieder ab 1794 vorübergehend außer Kraft gesetzt. 1794 war von Clotz vor den Franzosen aus Aachen geflohen, 1796 kehrte er zurück. Nach der Wiedereinsetzung der reichsstädtischen Verfassung am 5. April 1797 nahmen von Clotz und Kreitz ihr Amt wieder auf. Am 29. September  dieses Jahres fanden wieder Wahlen statt, aus denen Vincenz Philipp Freiherr de Witte de Limminghe als Schöffenbürgermeister und Andreas Monheim als Bürgermeister aus den Zünften hervorgingen. 1798 wurde dann die reichsstädtische Verfassung endgültig abgeschafft. Von Clotz und Kreitz waren also die vorletzten Bürgermeister der Reichsstadt Aachen.
Kaspar Joseph von Clotz blieb unverheiratet. Er starb am 19. August 1818 in Bardenberg.